# Cattleya munchowiana
Cattleya munchowiana é uma espécie de planta do gênero Cattleya e da família Orchidaceae.
Pertence a Cattleya series Parviflorae. Esta espécie, juntamente com Cattleya alvarenguensis, parecem uma linhagem isolada, que pelas partes vegetativas devem ser do grupo de Cattleya rupestris e não de Cattleya caulescens, com a qual foi comparada na descrição. As plantas são pequenas e tingidas de roxo, porém a haste é longa, mas com grande número de flores pequenas, em sucessão, e essa combinação é bastante incomum. Também é a única espécie rosa que penetra no Espírito Santo (de onde foi descrita), mas é mais comum em diversos afloramentos no leste de Minas Gerais. Floresce em julho a outubro. 
 

## Taxonomia
A espécie foi descrita em 2008 por Cássio van den Berg.
Os seguintes sinônimos já foram catalogados:  
- Laelia munchowiana  F.E.L.Miranda
- Hoffmannseggella munchowiana  (F.E.L.Miranda) V.P.Castro & Chiron
- Sophronitis munchowiana  (F.E.L.Miranda) Van den Berg & M.W.Chase

## Forma de vida
É uma espécie rupícola e herbácea.

## Descrição
| Caule                                                | Caule                                                  |
| ---------------------------------------------------- | ------------------------------------------------------ |
| planta                                               | cespitosa                                              |
| número de entrenós do rizoma                         | desconhecido                                           |
| Folha                                                |                                                        |
| número                                               | 1                                                      |
| forma                                                | conduplicada/linear lanceolada                         |
| Inflorescência                                       |                                                        |
| inflorescência em pseudobulbo diferenciado sem folha | não                                                    |
| espata da bráctea                                    | simples                                                |
| número de flores                                     | 3/4/5/6/7/8/9/10                                       |
| Flor                                                 |                                                        |
| cor das pétalas e sépalas                            | rosa claro                                             |
| forma do labelo                                      | trilobado                                              |
| cor do lobo mediano do labelo                        | rosa escuro/com o centro amarelado/com o centro branco |
| cor dos lobos laterais do labelo                     | rosa claro                                             |

## Conservação
A espécie faz parte da Lista Vermelha das espécies ameaçadas do estado do Espírito Santo, no sudeste do Brasil. A lista foi publicada em 13 de junho de 2005 por intermédio do decreto estadual nº 1.499-R.

## Distribuição
A espécie é encontrada nos estados brasileiros de Espírito Santo e Minas Gerais.
Em termos ecológicos, é encontrada no domínio fitogeográfico de Mata Atlântica, em regiões com vegetação de vegetação sobre afloramentos rochosos.